# Moisés Moleiro (Historiker)
Moisés Rafael Moleiro Camero (* 2. September 1937 in Caracas; † 16. Februar 2002 ebenda) war ein venezolanischer Historiker, Philosoph und Politiker.

## Leben
Der Sohn des Komponisten Moisés Moleiro studierte ab 1957 Jura an der Universidad Central de Venezuela. Zugleich war er als Mitglied der verbotenen Acción Democrática in der Opposition gegen Marcos Pérez Jiménez aktiv. Er kam in Gefangenschaft und wurde in den Gefängnissen der Seguridad Nacional gefoltert. Er ging ins Exil, aus dem er nach dem Sturz Jiménez' 1958 zurückkehrte.
1960 kam er zu dem neuen Präsidenten Rómulo Betancourt in Opposition. Mit anderen Oppositionellen wurde er aus der Acción Democrática ausgeschlossen. Es kam zur Gründung des Movimiento de Izquierda Revolucionaria (MIR) unter dem Generalsekretär Domingo Alberto Rangel. Moleiro wurde einer der politischen Sekretäre der Organisation.
Der MIR rekrutierte Guerilla-Brigaden gegen die Regierung Betancourts, und Moleiro wurde zunächst einer der Kommandanten der Frente Ezequiel Zamora in den Bergen von Miranda, später der Frente Antonio José de Sucre. Nach der „Invasion von Machurucuto“, der Landung eines Dutzends in Kuba ausbildeter Guerilleros, die in einem Desaster endete und Moleiro fast das Leben gekostet hätte, ging er erneut ins Exil.
Nachdem der MIR unter Rafael Caldera legalisiert worden war, beteiligte er sich an den Wahlen von 1974, aus denen Carlos Andrés Pérez als Präsident hervorging. Moleiro wurde als Deputierter in den Nationalkongress gewählt. Nach Differenzen mit Américo Martín trat Moleiro aus dem MIR aus und wurde Mitglied des Movimiento al Socialismo, von dem er sich jedoch wegen inhaltlicher Differenzen bald wieder trennte. Schließlich wurde Moleiro Professor für Philosophie und Geschichte an der Universidad Central de Venezuela.

## Schriften
- Las máscaras de la democracia
- El partido del pueblo
- Proceso a la izquierda
- El socialismo ha muerto ¡viva el socialismo!
- La izquierda superada
- El ocaso de una esperanza

| Personendaten    | Personendaten                            |
| ---------------- | ---------------------------------------- |
| NAME             | Moleiro, Moisés                          |
| ALTERNATIVNAMEN  | Moleiro Camero, Moisés Rafael            |
| KURZBESCHREIBUNG | venezolanischer Politiker und Historiker |
| GEBURTSDATUM     | 2. September 1937                        |
| GEBURTSORT       | Caracas                                  |
| STERBEDATUM      | 16. Februar 2002                         |
| STERBEORT        | Caracas                                  |